# John Lindsay
John Vliet Lindsay, född 24 november 1921 i New York i New York, död 19 december 2000 i Hilton Head Island i South Carolina, var en amerikansk politiker som var ledamot av representanthuset 1959–1965 och borgmästare i New York 1966–1973.

## Biografi
Lindsay växte upp på West End Avenue i New York. Han studerade juridik vid Yale University, där han tog examen 1948. Han blev ledamot av advokatsamfundet 1949 och jobbade som jurist i fem år innan han på allvar engagerade sig i politiken.
Från början var han republikan, när han omvaldes till borgmästare 1969 stöddes han däremot bara av det regionala Liberala partiet och lyckades bli omvald för att han kunde samla en relativ majoritet av väljarna bakom sig. Inför presidentvalet 1972 sökte han stöd för en presidentkandidatur genom Demokratiska partiet men hade inget stort stöd utan drog sig ur tidigt i primärvalsperioden. Han sökte inte omval som borgmästare i valet 1972, trots att det på den tiden var tillåtet att väljas till en tredje period.